# 4 de Julho EC
Der 4 de Julho Esporte Clube, in der Regel nur kurz 4 de Julho genannt, ist ein Fußballverein aus Piripiri im brasilianischen Bundesstaat Piauí.
Aktuell spielt der Verein in der Staatsmeisterschaft von Piauí.

## Erfolge
- Staatsmeisterschaft von Piauí: 1992, 1993, 2011, 2020
- Staatspokal von Piauí: 2017

## Stadion
Der Verein trägt seine Heimspiele im Estádio Municipal de Ytacoatiara in Piripiri aus. Das Stadion hat ein Fassungsvermögen von 4000 Personen.

## Trainerchronik
Stand: September 2023
| Trainer         | Nation    | von               | bis              |
| --------------- | --------- | ----------------- | ---------------- |
| Cícero Monteiro | Brasilien | 4. Dezember 2017  | 16. Februar 2018 |
| Flávio Araújo   | Brasilien | 1. Juli 2020      | 10. Mai 2021     |
| Fernando Tonet  | Brasilien | 26. Mai 2021      | 8. Oktober 2021  |
| Rogério Corrêa  | Brasilien | 12. Januar 2022   | 21. März 2022    |
| Edson Souza     | Brasilien | 24. März 2022     | 28. April 2022   |
| Fernando Tonet  | Brasilien | 29. April 2022    | 16. Mai 2022     |
| Leandro Campos  | Brasilien | 19. Dezember 2022 | 5. Februar 2023  |
| Nando Vieira    | Brasilien | 10. Februar 2023  |                  |